# Радио Светигора
Радио Светигора је глобални хришћански радио, основан на иницијативу Управног одбора  Митрополије Црногорско-приморске, 7. јуна 1998. године.

## Историјат[1]
Епархијски Управни Одбор Митрополије Црногорско-приморске донио је 25. фебруара 1998. године одлуку о оснивању Радија Светигора. Послије опсежних припрема, Радио је почео да емитује програм на Духове (7. јуна) исте године. Тога дана Патријарх Српски Павле благословио је рад радија, освештао је његове просторије и први се обратио слушаоцима.
Радио је до Божића 1999. године емитовао тросатни експериментални програм, када је прешао на емитовање редовног шестосатног програма.
Исте године, 24. марта, у навечерје празника'Преподобног Симеона Новог Богослова, по благослову Његовог Високопреосвештенства Митрополита црногорско-приморског Г. Амфилохија, Радио Светигора емитује двадесетчетворосатни програм. Од 1998. године до 27. децембра 2001. године програм је емитован на двије фреквенције.
Од 2001. године Радио – Светигора почиње да емитује програм на тринаест фреквенција, тј. на читавој територији Црне Горе. У навечерје Ваведења Пресвете Богородице, 3. децембра 2004. године, Радио-Светигора почиње да емитује програм на интернету.
Године 2005, у складу са новим законом, Радио Светигора је трансформисан у Друштво са ограниченом одговорношћу „Метрополитен медија“ – пословне јединица „Радио Светигора“ чији је оснивач  Митрополија црногорско-приморска.
Од оснивања Радија до октобра 1999. године главни уредник Радија био је Славко Живковић. Од тада до октобра 2002. главни уредник је био свештеник Гојко Перовић, а потом свештеник Јован Пламенац. Од септембра 2012. године главни и одговорни уредник је свештеник Никола Пејовић.
Директор Радија од 2008. године до 2017. био је свештеник Предраг Шћепановић, а од фебруара 2017. свештеник Далибор Милаковић.

## Награђене емисије[1]
- Радио-репортажа „Крвава вечера у Заврху“, аутора Станка Бацковића, Специјална награда на Међународном фестивалу Радио-репортаже ИНТЕРФЕР, Сомбор 2003. године;
- Радио-репортажа „Жива жица“, аутора Зорана Гргуревића, Бронзана повеља „Лаза Костић“, ИНТЕРФЕР 2005. године;
- „Слика у ријечи“, интервју с Емиром Кустурицом, аутора Раденка Лацмановића, Прва годишња награда Удружења новинара Црне Горе за 2006. годину.
- Прву годишњу награду Удружења новинара Црне Горе за 2008. годину добио је за укупни новинарски рад Славко Живковић.
- Награду Удружења новинара Црне Горе (УНЦГ) за 2011. годину, за репортажу „Бошко Пушоњић“ добила је Весна Кривчевић. Бројним слушаоцима Радио Светигоре познат је рад ове новинарке, посебно њене репортаже о занимљивим догађајима и људима, од Јерусалима, Грчке, Италије, Косова и Метохије, Црне Горе... Репортажа „Миланко“ необична је прича о Миланку Стевановићу, хаџији – поклонику који је живот провео путујући од светиње до светиње, према највећој – ка Јерусалиму да никад не стигне до јерусалимских двери и који је задњих година до свог упокојења провео у Цетињском манастиру, Весна Кривчевић истанчаним сензибилитетом открива и ону невидљиву, трагалачку посвећеност људске душе. Подгорица, 21. јануар 2012